# Алимайнен-Кариярви
А́лимайнен-Ка́рия́рви (Алимайнен-Кари-ярви; фин. Alimmainen Kaarijärvi) — озеро на территории Лоймольского сельского поселения Суоярвского района Республики Карелия.

## Общие сведения
Площадь озера — 1,5 км². Располагается на высоте 175,8 метров над уровнем моря.
Форма озера лопастная, продолговатая: вытянуто с запада на восток. Озеро разделено на два сравнительно равных по площади плёса, разделённых между собой узким проливом. Берега каменисто-песчаные, местами заболоченные.
Через озеро протекает река Кескимйоки, впадающая в реку Толвайоки, которая, в свою очередь, впадает в озеро Виксинселькя, из которого, далее, через реку Койтайоки воды, протекая по территории Финляндии, в итоге попадают в Балтийское море.
С востока от озера проходит автозимник.
Название озера переводится с финского языка как «нижнее дугообразное озеро».
Код объекта в государственном водном реестре — 01050000111102000011769.